# Air Bucharest
Air Bucarest est une compagnie aérienne roumaine créée en juillet 2010, siégeant dans le secteur 2 de Bucarest.  Elle assure des vols charters vers différentes destinations en Europe et au Moyen-Orient au départ de plusieurs aéroports : Bucarest-Henri-Coandă, Iași, Cluj-Napocal Traian Vuia, Sibiu et Bacău .

## Histoire
La compagnie aérienne a été créée en 2010, le premier vol commercial a eu lieu le 3 juillet au départ de Cluj vers Antalya.

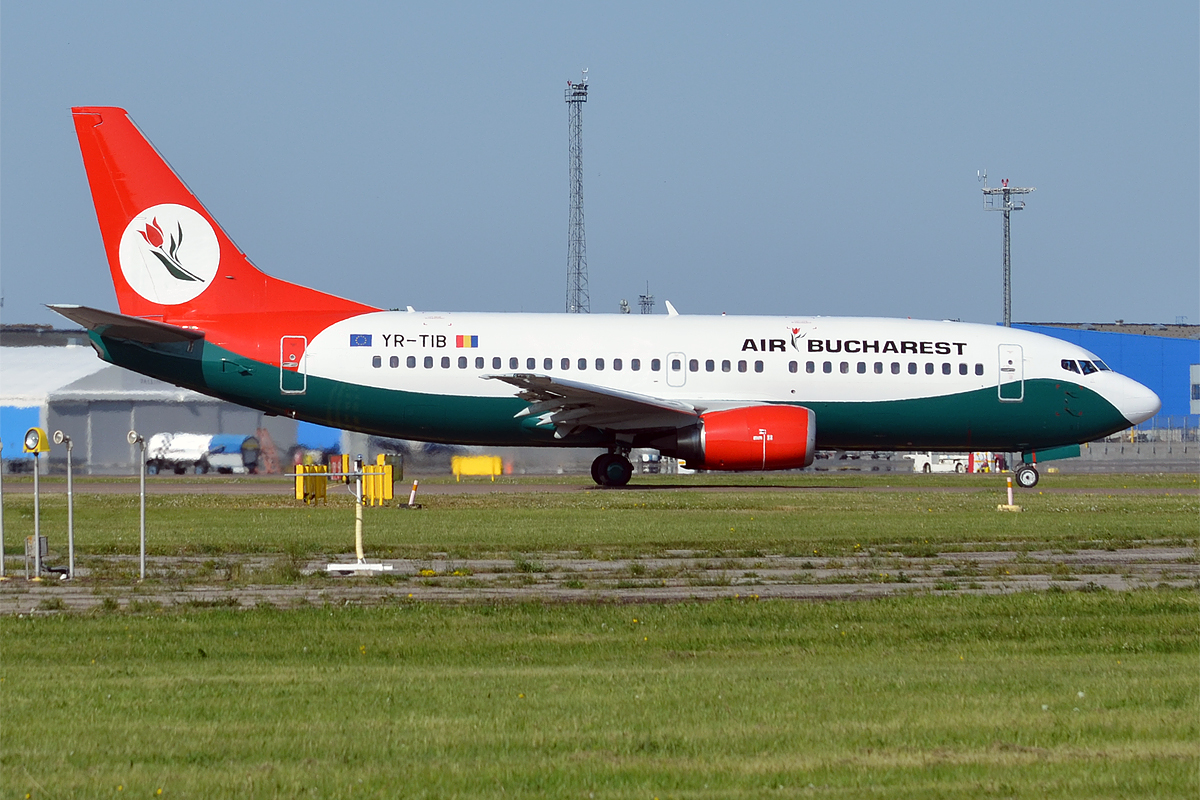
Un Boeing 737-3L9 d'Air Bucharest, (YR-TIB) avec l'ancienne livrée

## Flotte

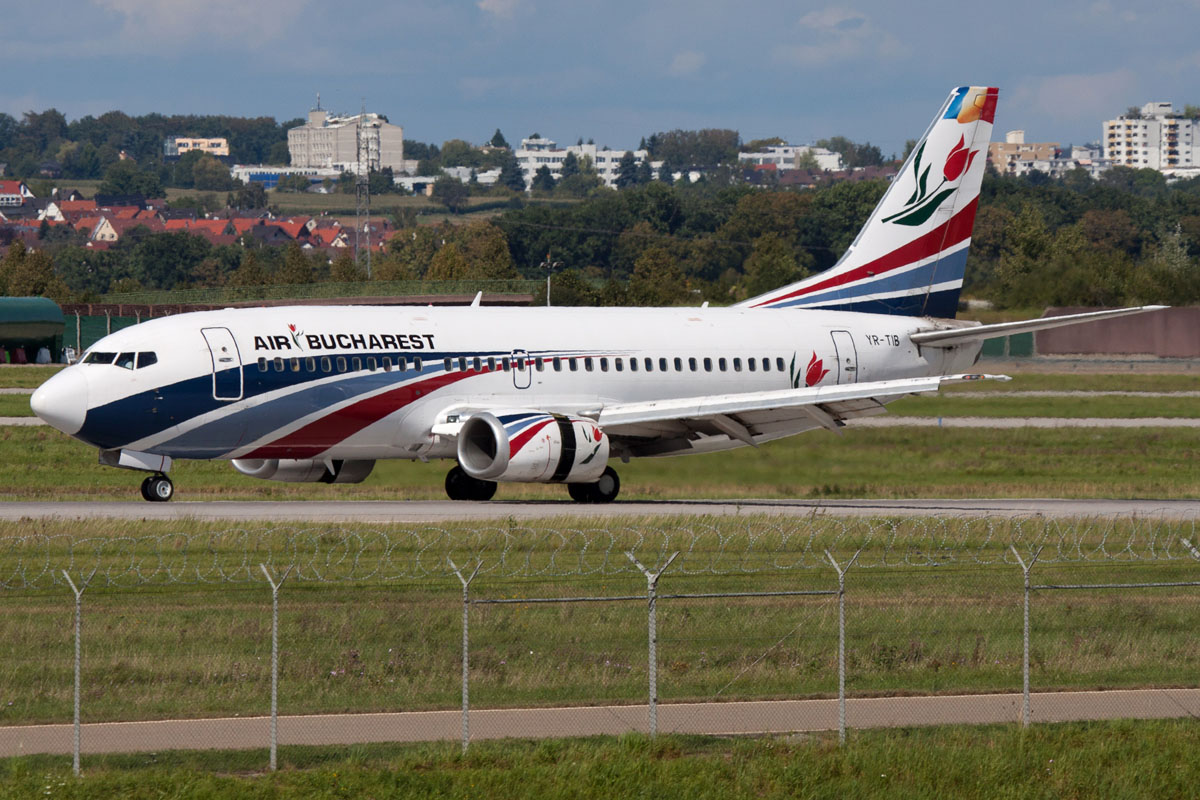
Air Bucarest Boeing 737-300

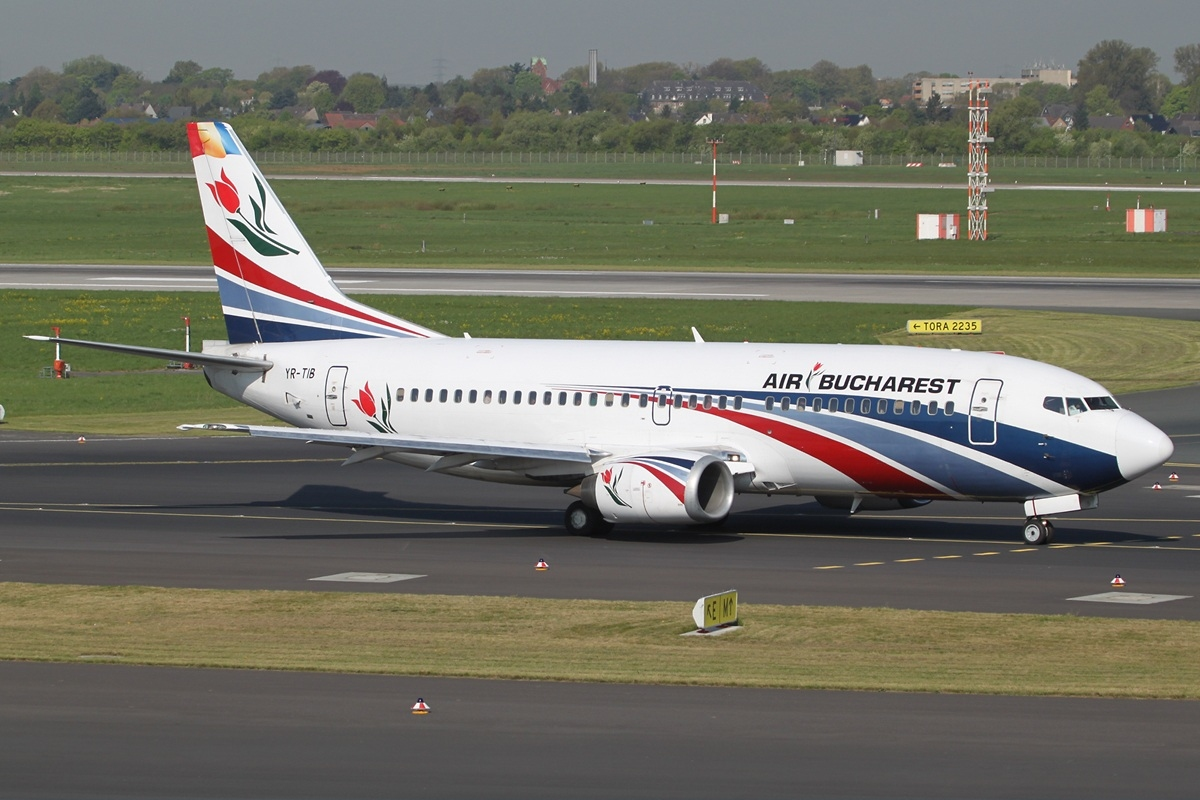
Un Boeing 737-3L9 d'Air Bucharest immatriculé YR-TIB, à l'aéroport de Düsseldorf

La flotte d'Air Bucarest est composée des avions suivants (octobre 2020) : 
La compagnie a également exploité un Boeing 737-400 de 2015 à 2016.